# Dana Breewel
Dana Breewel (Woerden, 21 juni 2002) is een voetbalspeelster uit Nederland. Ze speelt als aanvaller voor Excelsior in de Vrouwen Eredivisie.

## Carriere
Dana Breewel speelde in haar jeugdjaren voor CSV Wilnis. Ze wordt opgepikt door ADO Den Haag waar ze onderdeel gaat uitmaken van de jeugdopleiding van de Hagenezen. De stap naar het eerste elftal van ADO Den Haag blijft uit, waardoor Breewel voorafgaande aan het seizoen 2021/22 de overstap maakte naar VV Alkmaar.
Op vrijdag 27 augustus 2021 speelde Breewel haar debuutwedstrijd voor vv Alkmaar in de Vrouwen Eredivisie door in de basis te starten in een uitwedstrijd tegen FC Twente. Breewel speelde 9 wedstrijden in Alkmaar totdat ze vertrok naar Excelsior. Hier kon ze meer speelminuten maken dan in Alkmaar het geval was. In een uitwedstrijd tegen haar oude club vv Alkmaar maakte Breewel op 30 september 2022 haar eerste doelpunt in de Vrouwen Eredivisie. Aan het einde van het seizoen verlengde Breewel haar contract bij Excelsior met een jaar.
In het seizoen 2023/24 weet Breewel in de eerste wedstrijd gelijk tot scoren te komen tegen Ajax. Dat seizoen weet Breewel nog tweemaal het net te vinden, maar daarmee kan ze niet voorkomen dat Excelsior op de laatste plaats eindigt. Op 17 juni 2024 werd bekend dat Breewel haar verbintenis nogmaals heeft verlengd, waardoor ze ook in het seizoen 2024/25 zal uitkomen voor de Kralingers. Excelsior maakte op 23 mei 2025 bekend dat Breewel een van de tien speelsters was die de club na het seizoen 2024/25 ging verlaten.

## Statistieken
| Seizoen | Club          | Land      | Competitie         | Wedstrijden | Doelpunten |
| ------- | ------------- | --------- | ------------------ | ----------- | ---------- |
| 2021/22 | vv Alkmaar    | Nederland | Vrouwen Eredivisie | 9           | 0          |
| 2022/23 | SBV Excelsior | Nederland | Vrouwen Eredivisie | 20          | 2          |
| 2023/24 | SBV Excelsior | Nederland | Vrouwen Eredivisie | 22          | 3          |
| 2024/25 | SBV Excelsior | Nederland | Vrouwen Eredivisie | 20          | 1          |
| Totaal  | Totaal        | Totaal    | Totaal             | 71          | 6          |

Bijgewerkt t/m 23 mei 2025.
1 Van der Klooster ·
2 De With ·
3 Westerink ·
4 Helderman ·
5 Van Goch ·
6 Goretkiová ·
7 Breewel ·
8 Van Spijk ·
9 Ellouzi ·
10 Hendriks ·
11 Martina ·
12 De Raaff ·
16 Lammers ·
17 Vrij ·
18 Van Houwelingen ·
19 De Jong ·
20 Frankena ·
22 Homan ·
23 De Ridder ·
24 Pereira ·
25 Mollink ·
29 Lont ·
43 Hardiek ·
Coach: Kreugel
· Assistent-coach: Brummel